# Gründerzeit

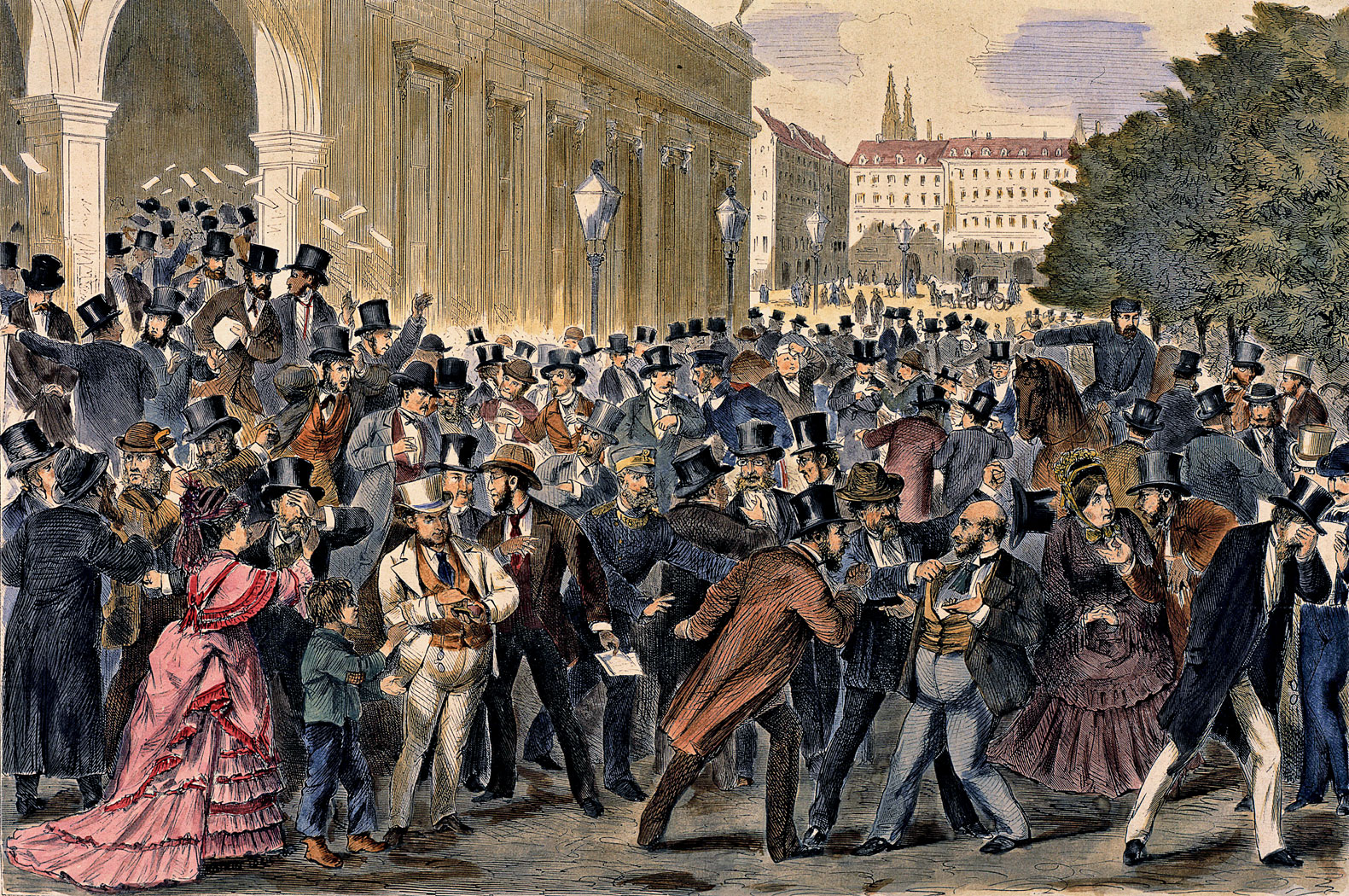
Krach na vídeňské burze 1873, konec gründerské epochy v užším slova smyslu

Gründerzeit nebo gründerská epocha (v doslovném, ovšem většinou neužívaném, překladu: zakladatelská epocha) je označení epochy německých dějin, zejména v oblasti hospodářské. Časové vymezení epochy se liší, povětšinou je míněno období 19. století do roku 1873, v užším smyslu pak doba od vzniku Německého císařství v roce 1871 až do krachu na vídeňské burze v roce 1873 (někdy nazývaného gründerkrach). Období se vyznačovalo obrovským hospodářským rozmachem a masivní industrializací (zčásti placených francouzskými reparačními platbami po prusko-francouzské válce), ale také mnoha spekulacemi a rychlými krachy nově založených podniků. Někdy se pojem rozšiřuje i na dění v Rakousko-Uhersku a jako metafora se pak používá také pro etapy rychlého, dynamického, leč turbulentního ekonomického rozvoje v jiných zemích a dobách (např. 90. léta 20. století v Česku). Pojem gründer je pak synonymem dravého, průkopnického podnikatele, má však i negativní odstín a může značit též podnikatele nezodpovědného a bezohledného. Někteří historikové pojem gründerzeit ovšem užívají také v širším smyslu, jako označení kulturní etapy vývoje, pak je vymezen spíše lety 1870–1914. V dějinách kultury, zejména architektonické, je pak pojem synonymem historismu.

## Užití v češtině
V češtině jsou užívány výrazy jako „gründerství“, „gründerská léta“, „gründerská generace“, „gründerská doba“ apod. Překladatel a lingvista Pavel Eisner upozornil, že výraz „gründerská léta“ je v češtině v negativním smyslu silnější, než české „zakladatelská léta“.